# Inés Santibáñez Herrero
Inés Santibáñez Herrero (Salamanca, 19 de juny de 2023) és una jugadora de bàsquet espanyola.
Escorta, es formà en les categories de formació del Club Baloncesto Avenida. Amb el primer equip debutà a la Lliga femenina la temporada 2019-20. Després de dues temporades, competí a diversos equips de la Lliga Challenge, Osés Construcción Ardoi (2021-22), Vantage Tower Alcobendas (2022-23) i Club Joventut Badalona (2023). Amb club verd-i-negre guanyà la Final Four d'ascens a la Primera Divisió. Internacional amb la selecció espanyola en categories de formació, ha aconseguit la medalla de bronze al Campionat d'Europa sub-20 (2023).